# Carita pintada
Carita pintada es una exitosa telenovela venezolana producida y transmitida por RCTV en el año 1999. Es una historia original de Valentina Párraga. Cuenta con 126 capítulos y es distribuida por RCTV Internacional.
Está protagonizada por Catherine Correia y Simón Pestana, este último personificando un doble papel como protagonista y antagonista, y con las participaciones antagónicas de Marlene De Andrade, Eliana López y Fernando Flores. Cuenta además con las actuaciones estelares de Hilda Abrahamz, Elluz Peraza, Carlos Cruz y Javier Vidal.

## Sinopsis
Nuestra protagonista es Aurora Pabuena, que toma su apellido de su madre de leche y alma, Candela Pabuena. Esta la encontró abandonada siendo un bebé en el Nacimiento de la Iglesia de San Miguel del Cayo y se ocupó de criarla con la ayuda del cura, Francisco de Asís Martínez. Pero la verdadera madre de Aurora, Irene Cáceres, es hija del rico y egoísta industrial Vicente Cáceres.
Irene vive lejos de su hija, en la gran ciudad. Se convirtió en alcohólica cuando la perdió recién nacida, sin saber que el autor de la desaparición estaba más cerca de lo que ella pensaba: su propio padre. Vicente es el gran titiritero y poderoso controlador de vidas en esta historia. Su otro hijo, Santiago, murió en un accidente junto a su esposa y es padre de los gemelos Diego y Rodrigo, idénticos por fuera pero totalmente diferentes por dentro: Diego, correcto y formal; y Rodrigo, el que le gusta pasarla bien. 
Diego y Aurora se conocen y comienzan a vivir un romance, el cual es saboteado por su hermano Rodrigo, de quien Aurora desconoce su existencia. Haciéndose pasar por su gemelo Diego, intenta violar a Aurora, pero ella es salvada por Andrés, un pescador enamorado de ella. A consecuencia de la pelea, Rodrigo queda sumido en un largo coma. 
Dos años después, Aurora, Candelaria y sus otros cuatro hijos viven en Caracas. Diego está infelizmente casado con Pipina Hoffman, su eterna enamorada, y dirige la industria textil de su abuelo. Diego y Aurora se reencuentran después de un incidente y, al poco tiempo, vuelve a surgir el amor. Sin embargo, cuando Aurora y Diego creen haber logrado la felicidad juntos, sucede algo inesperado que cambia sus vidas: Rodrigo vuelve a aparecer en sus vidas con el único objetivo de vengarse de la mujer a la que culpa de su desgracia y apoderarse de la posición privilegiada de su gemelo. Es aquí cuando Aurora es víctima de innumerables sufrimientos, pero ella debe enfrentar todos los obstáculos para lograr alcanzar el amor prometido de sus sueños.

## Elenco
- Catherine Correia - Aurora Pabuena / Aurora Vargas Cáceres
- Simón Pestana - Diego Cáceres (protagonista) / Rodrigo Cáceres (villano principal)
- Elluz Peraza - Irene Cáceres
- Hilda Abrahamz - Candelaria "Candela" Pabuena
- Luis Gerardo Núñez - Martín Sucre
- Javier Vidal - Tadeo Vargas
- Fernando Flores - Vicente Cáceres
- Eliana López - Francoise Pabuena
- Carlos Cruz - Eleazar Medina
- Ricardo Bianchi -  Alberto Sandoval
- José Gabriel Goncalves - Luigi
- Elisa Stella - Belén de Medina
- Eduardo Gadea Pérez - Teófilo
- Marlene De Andrade - Guillermina "Pipina" Hoffman de Cáceres
- Rodolfo Renwick - Andrés Figuera
- Virginia Vera - Elodia
- Violeta Alemán - Margot
- Nacarid Escalona - Karín López
- Gonzalo Cubero - Padre Francisco "Pancho" de Asís Martínez
- Nacho Huett - Abdul Pabuena
- Henry Castañeda - Carlos Pereira
- Marcos Morffe - Paolo Pabuena
- Jeannette Lehr - Pilar
- Jéssica Cerezo - Génesis
- Paola Eagles - Vallita Pabuena
- Carolina Muziotti - Kimberly
- Alba Roversi - Piera Bernal
- Rubí Cardozo - Xiomara
- Juan Carlos Gardié - Cheo Salazar
- Flavio Caballero - Jean Francois Sagmann
- Roberto Mateos - Abdul Abdulah
- Carlos Olivier - Paolo Richi / Paolino Rossi
- Julie Restifo - Conchetta de Rossi
- Reina Hinojosa - Jessica
- Juan Antonio Medrano - Él mismo
- Rosa Palma - Damelys
- Gabriel Parisi - Leo
- Ivette Domínguez - Medusa
- La Niña Gaby
- Gabriel Fernández - Luis Felipe Aristiguieta
- Oswaldo Mago - Él mismo
- Maribel Zambrano - Ella misma
- Luis Enrique Cañas
- Jesús Seijas
- Walter Gamberini
- Luis Aravena
- Yosti de la Rosa
- Oscar Cabrera
- Bárbara Garófalo
- Norma Matos - Marian

## Producción
- Titular de Derechos Autor de la obra original: Radio Caracas Televisión (RCTV) C.A.
- Producida por: Radio Caracas Televisión C.A.
- Vice-Presidente de Dramáticos: José Simón Escalona
- Original de: Valentina Párraga
- Libretos de: Valentina Párraga, Germán Aponte, Irene Calcaño, Romano Rodríguez
- Música incidental: Miguel Delgado Estévez
- Musicalización: Edgar Sánchez, Rómulo Gallegos
- Diseño de vestuario: María Alejandra Morillo
- Coordinador: Juan González
- Edición: Tirso Padilla
- Dirección de arte: Tania Pérez
- Dirección de fotografía: Willi Balcázar
- Producción de exteriores: Ana Vizoso
- Dirección de exteriores: Luis Enrique Díaz
- Escenografía: Mario Rinaldi
- Ambientación: Carlos González, Oscar Díaz
- Sonido: Franklin Ostos
- Producción general: Armando Reverón Borges
- Producción ejecutiva: Leonor Sardi Aguilera
- Dirección general: Yuri Delgado

## Versiones
- La cadena mexicana Televisa realizó una adaptación igual de exitosa titulada "De que te quiero, te quiero", producida por Lucero Suárez y protagonizada por Livia Brito como Natalia y Juan Diego Covarrubias como Diego y Rodrigo Cáceres.

## Internacional
- Se elementó en España y se originó como telenovela mayor ranking universo que la estrenaron en Acasa TV en Rumania telenovela venezolana que ha hecho ranking en el mundo.